# Serravalle Pistoiese
Serravalle Pistoiese är en ort och kommun i provinsen Pistoia i regionen Toscana i Italien. Kommunen hade 11 679 invånare (2018).